# الكراسي الاثنا عشر (فلم 1970)
الكراسي الاثنا عشر (بالإنجليزية: The Twelve Chairs) فيلم كوميدي أمريكي لعام 1970 من إخراج ميل بروكس  وبطولة فرانك لانجيلا ورون مودي ودوم ديلويز. السيناريو كتبه ميل بروكس. كان الفيلم واحدًا من 18 فيلمًا مقتبسًا من الرواية الروسية لعام 1928 الكراسي الاثنا عشر التي كتبها الثنائي الروسي (ايليا ارنولدوفيتش ويفجيني بتروفيتش كاتاييف). تدور أحداث الفيلم في روسيا السوفيتية مع ثلاثة أشخاص أحدهم أرستقراطي مفلس، والثاني كاهن والثلث فنان محتال يبحثون عن كنز من الجواهر المخبأة داخل أحد كراسي تناول الطعام الإثني عشر، التي فُقدت خلال الثورة.
صدر الفيلم إلى دور العرض الأمريكية في 28 أكتوبر 1970.

## طاقم التمثيل
- رون مودي: في دور إيبوليت ماتفييفيتش فوروبيانينوف
- فرانك لانجيلا: في دور أوستاب بندر
- دوم ديلويز: في دور الأب فيودور
- أندرياس فوتسيناس: في دور نيكولاي سيسترين
- ديانا كوبلاند: في دور مدام برونز
- ديفيد لاندر: في دور المهندس برونز
- فلادا بيتريتش في دور سيفيتسكي
- إيلين جارو: في دور كلوديا إيفانوفنا
- روبرت برنال: في دور المنسق
- ويل ستامب: في دور حارس ليلي
- ميل بروكس: في دور تيخون
- بريدجيت برايس: في دور سيدة شابة
- رادا دجوريسين: في دور ممثلة في مسرحية
- نيكولاس سميث: في دور ممثل في مسرحية

## أحداث الفيلم
تبدأ الأحداث مع إيبوليت ماتفيفيتش فوروبيانينوف (رون مودي)، في الاتحاد السوفيتي في عام 1927، وهو الأرستقراطي في أيام الإمبراطورية الروسية والآن يعمل كموظف محلي في القرية، ويتم استدعائه إلى فراش وفاة حماته. تكشف العجوز قبل وفاتها أنها تملك ثروة من الجواهر، وكانت مخبأة عن البلاشفة في وسادة مقعد أحد الكراسي الإثني عشر من مجموعة غرفة الطعام الخاصة بالعائلة. يستمع القس الروسي الأرثوذكسي الأب فيودور (دوم ديلويز) إلى اعتراف المرأة المحتضرة، وهو الذي حضر لأداء الطقوس الأخيرة، ولكنه يقرر التخلي عن الكنيسة ومحاولة سرقة الكنز لنفسه. بعد ذلك بوقت قصير في بلدة ستارجورود، حيث يقع قصر فوروبيانينوف السابق، يلتقي الفنان المحتال المتشرد، أوستاب بندر (فرانك لانجيلا)، بالأرستقراطي المحروم من ممتلكاته ويتلاعب بعقله ليشاركه في بحثه عن ثروة عائلته.
كانت الكراسي، إلى جانب جميع ممتلكات العائلة الأخرى، قد استولت عليها الدولة بعد الثورة الروسية، وينطلق بندر وفوروبيانينوف لتحديد مكان الكراسي، ويجدوا أن الكراسي قد تم تقسيمها وبيعها بشكل فردي. لذلك، يتطلب البحث قدرًا كبيرًا من السفر لتعقب وفتح كل قطعة من المجموعة، ومع تقدمهم في طريق البحث، يلتقون برفاق من كل مجالات الحياة في المجتمع الروسي السوفيتي، ويحولون الفيلم إلى عرض ساخر للشيوعية الفاشلة.
بعد السفر لأميال عديدة والعثور على 11 كرسي لا يوجد بها الثروة، وارتكاب العديد من السلبيات لدفع تكاليف المشروع الطويل، يعود الرجلان إلى موسكو حيث يكتشفان آخر كرسي، والذي يجب أن يحتوي هذا الكنز كله. يقع الكرسي في قصر الثقافة، وهو أمر غير مريح بسبب وجود العديد من الشهود. يعود بندر وفوروبيانينوف بعد وقت الإغلاق، والدخول من خلال نافذة كان بندر قد فتحها سراً في وقت سابق، وفي لحظة الاكتشاف، يفتح بندر بعناية وسادة الكرسي بسكين، لكن آمالهم تتحطم حيث تبين أنها فارغة تمامًا. يقف فوروبيانينوف مذهول وغاضب، لكن بندر يضحك على عبثية الموقف. يكتشف فوروبيانينوف أن حارس قصر الثقافة عثر عليها، وتم استخدامها لتمويل تشييد المبنى الكبير. ينطلق فوروبيانينوف في حالة من الغضب ويحطم الكرسي إربًا ويعتدى على الضابط الذي استدعاه الحارس.
يقترح بندر أن يسير كل منهما في طريقه، وفي محاولة يائسة لمنع بندر من المغادرة، يقوم فوروبيانينوف برمي بقايا الكرسي الأخير في الهواء، وينهار على الأرض متظاهرًا بنوبة صرع، وهذا عمل سبق لهم التدرب عليه كجزء من الخدعة. يجذب بندر الحشد ويفهم ما يفعله فوروبيانينوف، ويدعو بندر انتباه الحشد ويتوسل المارة للتبرع بسخاء لهذا الرجل الحزين والمنكوب. باستخدام إيماءات بسيطة دون النطق بكلمة واحدة، يعزز الرجلان شراكتهما في الجريمة.

## استقبال الفيلم
منح موقع الطماطم الفاسدة الفيلم تقييماً مقداره 93% بناءاً على آراء 14 ناقداً سينمائياً.
كتب فنسنت كانبي من صحيفة نيويورك تايمز: "لسبب ما، بدا هذا الفيلم بما فيه من الإهانات الجسدية أكثر تسلية بالنسبة لي من فيلم ميل بروكس السابق "المنتجين" الذي يعتبر حقًا عدوانيًا وسيئًا ورخيصًا، والمقارنة بروسيا ليست كذلك، بعيد جدًا عن العالم الذي صوره الكاتب الروسي "شوليم اليكيم".
منح روجر إيبرت من صحيفة شيكاغو صن تايمز الفيلم أربعة نجوم من أصل أربعة، وكتب أنه بينما «أنت تضحك كثيرًا... هذا ليس من أجل الضحك وحده. لديه ما يقوله عن الشرف بين اللصوص، وفي نهاية الفيلم، يمكننا أن نشعر بوجود رابطة بين الشخصيتين الرئيسيتين، وهذا أمر مثير للدهشة، وإنساني».

## الجوائز والترشيحات
المجلس الوطني للمراجعة، الولايات المتحدة 1971: أفضل ممثل مساعد (فرانك لانجيلا)
نقابة الكتاب الأمريكية، الولايات المتحدة 1971: ترشح لجائزة أفضل كوميديا مقتبسة من وسيلة أخرى (ميل بروكس).

## وصلات خارجية
- مقالات تستعمل روابط فنية بلا صلة مع ويكي بيانات

https://catalog.afi.com/Catalog/moviedetails/23558 الكراسي الاثنا عشر (فيلم 1970)